# (5751) Zao
(5751) Zao (1992 AC) – planetoida z grupy Amora okrążająca Słońce w ciągu 3,05 lat w średniej odległości 2,1 j.a. Odkryta 5 stycznia 1992 roku.